# Sant Pere d'Aixirivall
Sant Pere d'Aixirivall és una església barroca de tradició romànica malgrat ser construïda entre els segles XVII i XVIII. Està situada al bell mig del poble d'Aixirivall dins la parròquia de Sant Julià de Lòria. Ha estat declarada Bé d'interès cultural
Té una planta rectangular i adaptada al pendent de la muntanya amb la nau coberta amb encavallades de fusta i el campanar d'espadanya amb finestral de mig punt. A l'interior de l'església es conserva un retaule barroc dedicat a Sant Pere